# Roland Portères
 (mars 2012).
Roland Portères, né le 7 avril 1906 et décédé le 20 mars 1974, est un ethnobotaniste français, professeur au Muséum national d'histoire naturelle à Paris.

## Biographie
Il fut d'abord formé et diplômé ingénieur agricole de Grignon en 1923, puis ingénieur en agronomie tropicale en 1926, il fut licencié ès sciences naturelles en 1935, puis devint ingénieur en chef des services de l'Agriculture de la France d'outre-mer en 1947.
En Afrique depuis 1929, il était directeur de plusieurs stations d'expérimentation en Côte d'Ivoire, et à Sérédou, en Guinée, où il fut le promoteur des premières plantations de caféiers et de quinquina. Spécialiste de riziculture et conseiller scientifique de plusieurs organismes dont l'Institut français du café, du cacao et autres plantes stimulantes. Professeur au Muséum national d'histoire naturelle en 1947, et directeur du laboratoire d'agronomie tropicale du Muséum (où il succéda au botaniste Auguste Chevalier, 1873-1956), il y a constitué d'importantes collections de plantes cultivées (notamment des riz et des cafés) dès les années 1930-1940.
Il créa en 1957 au sein du Muséum national d'histoire naturelle le laboratoire d'ethnobotanique et d'ethnozoologie, le premier d'Europe et l’un des premiers dans le monde, et écrira résolument dans son article programmatique de 1961 : « on peut classer l’ethnobotanique dans les sciences humaines. » (Portères, 1961, p. 104).
Il était également professeur à l'École supérieure d'application d'agriculture tropicale et à l'Institut de médecine vétérinaire et d'élevage des pays chauds. Directeur de la revue Journal d'agriculture tropicale et de botanique appliquée (JATBA) et, en 1965, président et fondateur avec André-Georges Haudricourt de la Société d'ethnozoologie et d'ethnobotanique et à partir de 1970, professeur d'ethnobotanique responsable du certificat d'ethnobotanique et d'ethnozoologie à l'université Paris-Descartes, UER de Sciences sociales.

## Travaux principaux
- R. Portères, « L'ethnobotanique : place, objet, méthode, philosophie », in Journal d'agronomie tropicale et de botanique appliquée, 1961, VIII (4-5), p. 102–109.
- R. Portères, Cours d'ethno-botanique et ethno-zoologie (1969-1970). Volume 1, Institut d'ethnologie (Faculté des lettres, Paris) & Laboratoire d'ethno-botanique et d'ethno-zoologie (Muséum national d'histoire naturelle, Paris, 1961, 151 p. En ligne (Archives ouvertes)

Voir : « Travaux de Roland Portères publiés dans le JATBA depuis 1954 classés par l'ordre chronologique », in Journal d'agriculture tropicale et de botanique appliquée, avril/juin 1976, 23 (4/6), 13 p.